# Długie trwanie
Długie trwanie (fr. longue durée) – termin opracowany przez Fernanda Braudela oznaczający perspektywę czasową, w której dokonują się przemiany cywilizacyjne i religijne. Z perspektywy długiego trwania większość wydarzeń politycznych jest nieistotna, czy wręcz niezauważalna.
W koncepcji metodologicznej Braudela wydarzenia polityczne (bitwy, wojny etc.) stanowią najpłytszą warstwę historii, na głębszym poziomie znajdują się procesy gospodarcze. Przemiany cywilizacyjne i religijne budują poziom najgłębszy, który jest zarazem najważniejszy dla zrozumienia całości dziejów.